# Gouvernement Viviani I
Troisième République
Alexandre Ribot IV René Viviani II
Le premier gouvernement René Viviani est le gouvernement de la Troisième République en France du 13 juin au 26 août 1914.
Il est amené à gérer la Crise de juillet qui fait suite à l'attentat de Sarajevo (28 juin), avant de recevoir la déclaration de guerre de l'Allemagne qui fait entrer la France dans la Première Guerre mondiale (1er août). Cet évènement nécessite le jour même un remaniement ministériel qui décharge notamment le Président du Conseil de ses fonctions de Ministre des Affaires étrangères au profit de Gaston Doumergue.

## Composition

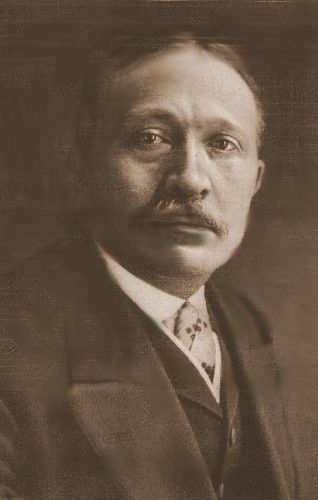
René Viviani

| Portefeuille                                                                             | Titulaire | Titulaire                                        | Parti |
| ---------------------------------------------------------------------------------------- | --------- | ------------------------------------------------ | ----- |
| Président du Conseil                                                                     |           | René Viviani                                     | PRS   |
| Ministres                                                                                |           |                                                  |       |
| Ministre des Affaires étrangères                                                         |           | René Viviani (jusqu'au 3 août 1914)              | PRS   |
| Ministre des Affaires étrangères                                                         |           | Gaston Doumergue                                 | PRRRS |
| Ministre de la Guerre                                                                    |           | Adolphe Messimy                                  | PRRRS |
| Ministre de l'Instruction publique et des Beaux-Arts                                     |           | Jean-Victor Augagneur (jusqu'au 3 août 1914)     | PRS   |
| Ministre de l'Instruction publique et des Beaux-Arts                                     |           | Albert Sarraut                                   | PRRRS |
| Ministre de l'Intérieur                                                                  |           | Louis Malvy                                      | PRRRS |
| Ministre de la Justice                                                                   |           | Jean Bienvenu-Martin                             | PRRRS |
| Ministre de la Marine                                                                    |           | Armand Gauthier de l'Aude (jusqu'au 3 août 1914) | PRRRS |
| Ministre de la Marine                                                                    |           | Jean-Victor Augagneur                            | PRS   |
| Ministre de l'Agriculture                                                                |           | Fernand David                                    | RI    |
| Ministre des Finances                                                                    |           | Joseph Noulens                                   | PRRRS |
| Ministre des Travaux publics                                                             |           | René Renoult                                     | PRRRS |
| Ministre du Commerce, Industrie, Postes et Télégraphes                                   |           | Gaston Thomson                                   | PRD   |
| Ministre des Colonies                                                                    |           | Maurice Raynaud                                  | PRRRS |
| Ministre du Travail et de la Prévoyance sociale                                          |           | Maurice Couyba                                   | PRRRS |
| Sous-secrétaires d’État                                                                  |           |                                                  |       |
| Sous-secrétaire d’État à la présidence du Conseil et aux Affaires étrangères             |           | Abel Ferry                                       | RI    |
| Sous-secrétaire d’État à l'Intérieur                                                     |           | Paul Jacquier                                    | PRRRS |
| Sous-secrétaire d’État à l'Instruction publique et des Beaux-Arts, chargé des Beaux-Arts |           | Albert Dalimier                                  | PRRRS |
| Sous-secrétaire d’État à la Guerre                                                       |           | Jean-Octave Lauraine                             | RI    |
| Sous-secrétaire d'État à la Marine, chargé de la Marine marchande                        |           | Maurice Ajam                                     | PRRRS |

## Politique menée
- 13 juin : le Président de la république Raymond Poincaré nomme René Viviani président du Conseil, celui-ci constitue le jour même l'essentiel de son cabinet (11 ministres), lui-même cumulant le portefeuille des Affaires étrangères. Ce gouvernement sera complété le lendemain par la nomination de 5 sous-secrétaires d’État.
- 28 juin : double assassinat de l’archiduc François-Ferdinand à Sarajevo, tandis que la France entière se passionne pour le procès d'Henriette Caillaux.
- 2 juillet : vote de la loi de finances instaurant l'impôt sur le revenu des personnes physiques, qui avait été préparée par Joseph Caillaux avant sa démission.
- 15 juillet : clôture de la session parlementaire sur un débat assez vif sur les crédits militaires était également intervenu à la Chambre des députés et au Sénat, où le vice-président de la commission sénatoriale des armées Charles Humbert a dénoncé l'état d'impréparation de la France en cas de guerre.
- 20 juillet : départ du président Poincaré et de René Viviani pour la Russie, afin de tenter de convaincre le Tsar Nicolas II et ses ministres de faire preuve de retenue dans le conflit naissant entre l'Autriche-Hongrie et la Serbie. C'est un échec : dans son communiqué final, la Russie jure sa fidélité envers la France (Le gouvernement Saint-Petersbourg étant persuadé que le gouvernement français est déterminé à agir en commun avec eux). Retour à Paris le 23.
- 27 juillet : les syndicats organisent des manifestations contre la guerre.
- 31 juillet : 
  - l'Allemagne lance un ultimatum à la France et la Russie.
  - Assassinat du dirigeant socialiste et pacifiste Jean Jaurès par Raoul Villain.
- 1er août : à la suite de la déclaration de guerre de l'Allemagne à la Russie, le gouvernement décrète la mobilisation générale à 16 h. Le tocsin sonne aux quatre coins du pays.
- 2 août : une patrouille allemande pénètre en territoire français près de Belfort et se heurte à un petit poste d'infanterie. Le caporal Peugeot est tué, c'est le premier mort français de la guerre.
- 3 août : l'Allemagne déclare la guerre à la France. Remaniement ministériel : trois portefeuilles changent de main, Viviani cède celui des Affaires étrangères à Gaston Doumergue.
- 4 août : le parlement est convoqué en session extraordinaire. Au Sénat, le Garde des sceaux, ministre de la justice, Jean-Baptiste Bienvenu-Martin lit un message du Président de la République qui en appelle à l'Union Sacrée. Puis René Viviani, président du Conseil, donne lecture d'une communication du Gouvernement :

« La France, injustement provoquée, n'a pas voulu la guerre. Elle a tout fait pour la conjurer. Puisqu'on la lui impose, elle se défendra contre l'Allemagne et contre toute puissance qui, n'ayant pas encore fait connaître son sentiment, prendrait part au côté de cette dernière au conflit entre les deux.  ». Enfin, la chambre et le Sénat votent les crédits de guerre à l’unanimité.
- 8 août : Le ministre de la Guerre Adolphe Messimy demande que des sanctions soient prises à l'encontre des soldats qui se mutileraient pour ne pas retourner au front.
- 11 août : la France déclare la guerre à l’Autriche-Hongrie.
- 26 août : démission du gouvernement Viviani qui formera un deuxième ministère.